# باشگاه فوتبال فیلادلفیا ایندپندنس
فیلادلفیا ایندپندنس (به انگلیسی:Philadelphia Independence) یکی از باشگاه‌های حرفه‌ای فوتبال زنان در آمریکا است.
این تیم واقع در شهر فیلادلفیا است و خانه آن ورزشگاه لزلی کویک در دانشگاه ویدنر است.
همچنین این تیم یکی از اعضای لیگ برتر زنان ایالات متحده (WPS) است.